# Episodi di Monterossi (prima stagione)
La prima stagione della serie televisiva Monterossi sono state trasmesse sulla piattaforma Amazon Prime Video dal 17 gennaio 2022.
| nº | Titolo                                     | Pubblicazione   |
| -- | ------------------------------------------ | --------------- |
| 1  | Questa non è una canzone d'amore - Parte 1 | 17 gennaio 2022 |
| 2  | Questa non è una canzone d'amore - Parte 2 | 17 gennaio 2022 |
| 3  | Questa non è una canzone d'amore - Parte 3 | 17 gennaio 2022 |
| 4  | Di rabbia e di vento - Parte 1             | 17 gennaio 2022 |
| 5  | Di rabbia e di vento - Parte 2             | 17 gennaio 2022 |
| 6  | Di rabbia e di vento - Parte 3             | 17 gennaio 2022 |